# Pedro Porro
Pedro Antonio Porro Sauceda (Don Benito, Badajoz, Extremadura, 13 de setembre de 1999) és un futbolista extremeny que juga com a lateral dret o volant dret pel Tottenham Hotspur FC.

## Carrera de club
Va jugar com a juvenil pel CD Gimnástico de Don Benito i pel Rayo Vallecano abans de fitxar pel Girona FC el 10 d'agost de 2017. Va rebutjar ofertes del Reial Madrid CF, l'Atlètic de Madrid i l'FC Bayern de Múnic per signar pel club català.
El 28 de novembre de 2017, abans fins i tot de debutar amb el CF Peralada-Girona B, Porro va debutar amb el primer equip entrant a les darreries del partit substituint el golejador Johan Mojica en un empat 1–1 a fora contra el Llevant UE, a la Copa del Rei. Va debutar amb l'equip B cinc dies més tard, jugant els darrers set minuts en un empat 0–0 contra el CD Ebro a la Segona Divisió B.
Porro va marcar els seus primers gols com a professional el 6 de maig de 2018, marcant un doblet en una victòria per 3–0 a fora contra el Vila-real CF B. El 2 de juliol va renovar contracte fins al 2022, i va fer la pretemporada jugant bàsicament de lateral dret.
Porro va debutar a La Liga el 17 d'agost de 2018, com a titular al lateral dret, en un empat 0–0 a casa contra el Reial Valladolid. L'endemà, va prorrogar el seu contracte per un any més.
Després d'una destacada temporada al primer equip del Girona FC i de ser seleccionat per la Selecció de futbol d'Espanya sub-21 per al Campionat d'Europa de Futbol sub-21 de la UEFA 2019, el 8 d'agost de 2019 és fitxat pel Manchester City per 12 milions d'euros i el 12 d'agost del mateix any, el cedeix al Reial Valladolid per una temporada.

## Palmarès
FC Porto
- 1 Lliga portuguesa: 2020-21[10]
- 2 Copes de la Lliga portuguesa: 2020-21,[11] 2021-22[12]

Tottenham Hotspur
- 1 Lliga Europa de la UEFA: 2024–25[13]